# Jerzy Satanowski

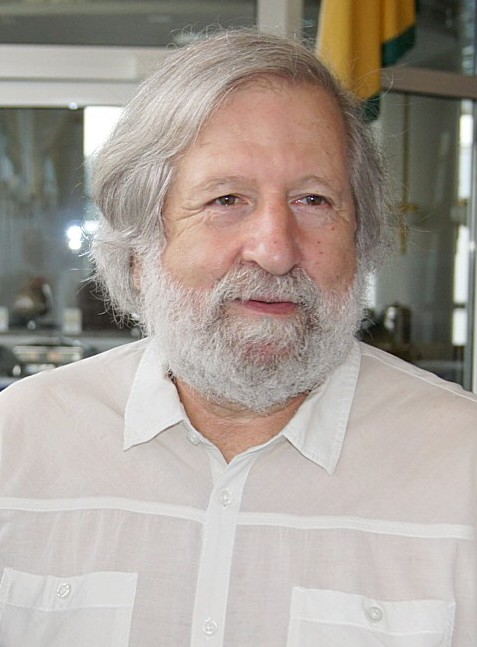
Jerzy Satanowski (2013)

Jerzy Satanowski (* 23. August 1947 in Warschau) ist ein polnischer Komponist.
Satanowski ist der Sohn des polnischen Dirigenten Robert Satanowski und studierte zunächst Polonistik. Als autodidaktischer Komponist begann er zunächst Bühnenmusik für verschiedene polnische Theater zu schreiben. Aus dieser Arbeit entstanden die ersten Bühnenlieder und Chansons, die von zahlreichen bekannten polnischen Sängern und Sängerinnen interpretiert werden. Seine ersten Filmmusiken entstanden Anfang der 1980er Jahre.
Außer seiner Arbeit als Komponist trägt er die künstlerische Verantwortung für das große polnische Chansonfestival in Breslau. Hauptmerkmal seiner Musik und typisch für den in Polen bekannten Satanowski-Sound ist die Verwendung von Synthesizern. Herausragendes Beispiel für seine Bühnenmusik ist die Musik für das Stück Ghetto von Joshua Sobol.

## Ausgewählte Bühnenmusik
- 1974 – Herr Puntila und sein Knecht Matti von Bertolt Brecht am Alten Theater in Krakau – Regie: Maciej Prus
- 1976 – Der Kirschgarten von Anton P. Tschechow am Modernen Theater in Warschau – Regie: Maciej Prus
- 1976 – Yvonne, Prinzessin von Burgund von Witold Gombrowicz am Theater in Olsztyn – Regie: Henryk Baranowski
- 1977 – Kordian von Juliusz Słowacki am Modernen Theater in Warschau – Regie: Erwin Axer
- 1979 – Die Totenfeier von Adam Mickiewicz am Küstentheater in Danzig – Regie: Maciej Prus
- 1979 – Balladyna von Juliusz Słowacki am Neuen Theater in Poznań – Regie: Janusz Wiśniewski
- 1980 – Operette von Witold Gombrowicz am Dramatischen Theater in Warschau – Regie: Maciej Prus
- 1982 – Der Sturm von William Shakespeare am Schlesischen Theater in Katowice
- 1982 – Ein Sommernachtstraum von William Shakespeare am Kochanowski-Theater in Opole
- 1983 – Der Besuch der alten Dame von Friedrich Dürrenmatt am Neuen Theater in Poznań – Regie: Izabella Cywińska
- 1984 – Don Karlos von Friedrich Schiller am Alten Theater in Krakau – Regie: Laco Adamik
- 1985 – Cid von Pierre Corneille am Theater Ateneum in Warschau – Regie: Adam Hanuszkiewicz
- 1989 – Weltuntergang von Jura Soyfer, TheatermeRZ, Graz. Regie: Willi Bernhart
- 1992 – Hamlet von William Shakespeare am Dramatischen Theater in Warschau – Regie: Andrzej Domalik
- 1992 – Mein Kampf von George Tabori am Theater Ateneum in Warschau – Regie: Robert Gliński
- 1990 – Im kleinen Landhaus Witkiewicz am TheatermeRZ, Graz, Regie: Willi Bernhart
- 1993 – Die Kleinbürgerhochzeit von Bertolt Brecht am Dramatischen Theater in Warschau – Regie: Piotr Cieślak
- 1996 – Jubiläum von George Tabori am Theater Atelier in Sopot – Regie: André Hübner-Ochodlo
- 1997 – Hedda Gabler von Henrik Ibsen am Theater Na Woli in Warschau – Regie: Barbara Lass
- 1997 – Faust von Johann Wolfgang von Goethe am Düsseldorfer Schauspielhaus – Regie: Janusz Wiśniewski
- 2000 – Tango von Sławomir Mrożek am Neuen Theater in Poznań – Regie: Krzysztof Babicki
- 2001 – Die Hochzeitsfeier von Stanisław Wyspiański am Neuen Theater in Poznań – Regie: Janusz Wiśniewski
- 2001 – Der graue Engel von Moritz Rinke am Theater Atelier in Sopot – Regie: André Hübner-Ochodlo
- 2003 – König Richard III. von William Shakespeare am Neuen Theater in Poznań – Regie: Janusz Wiśniewski